# Маа Джонг варианти
Разновидностите на Маа Джонг са най-различни. На много места играчите си знаят една от разновидностите – и дори не подозират за съществуването на други или ги смятат за погрешни. Много от днешните разновидности се различават по начина на точкуване.
- Китайски класически Маа Джонг е най-старата версия на играта. Играе се с ръка от 13 блокчета. Станала е известна в Америка през 1920-те години под различни имена. Практикува се масово в Азия и от малко, но лоялни поддръжници на Запад.
- Хонконгски Маа Джонг или Кантонски Mahjong е вероятно най-общата форма на Маа Джонг, различаваща се от класическия китайски вариант по някои детайли на изчисляването на точките.
- Съчуански Маа Джонг е бързо разрастваща се разновидност, най-вече в Южен Китай, при който не може да се взимат чужди блокчета от готова комбинация и някои други ограничения. Тя е относително много бърз вариант на играта.
- Тайвански Маа Джонг е разновидност, преобладаваща най-вече в Тайван, която се играе с ръка от 16 блокчета. В нея има бонуси за източния играч и няколко играча могат да спечелят с използването на последното изхвърлено блокче.
- Японски Маа Джонг е стандартизирана версия на Маа Джонг в Япония, като най-често се използва за видеоигри. Освен различното пресмятане на точките, уникални за него са правилата за riichi и dora. През 2008 г. се проведе първият шампионат по riichi European Riichi Mahjong Championship Архив на оригинала от 2010-01-14 в Wayback Machine. в Хановер, Германия.
- Западен класически Маа Джонг е наследник на играта, предложена от Бабкок. Понастоящем тя се отнася най-вече за правилата на Wright-Patterson в американската армия и други подобни места.
- Американски Маа Джонг е урегулиран според правилата на Националната Маа Джонг Лига и American Mah-Jongg Association. Той се отличава съществено от традиционния Маа Джонг. Използват се Жокери, Чарлстон и комбинации от повече блокчета. За печелившата комбинация е задължително присъствието на Чоу. Привържениците твърдят, че това е различна игра. В Америка са успели да разработят дори подварианти на този вариант.
- Малайски Маа Джонг е опростена версия за трима играчи с ръка от 13 блокчета. При различните разновидности различни набори се изключват от раздаванията.

Други варианти са Фудзян Маа Джонг (с Dàidì жокер 帶弟百搭), Виетнамски Маа Джонг (с 16 вида жокери) и Филипински Маа Джонг (с Прозорец жокер). В добавка Котешки кокали е бързо развиващ се вариант всред моряците от Кралската австралийска флота; той използва собствен жаргон, като Еди, Сами, Уили и Норма вместо Изток, Юг, Запад и Север.